# Johannesstraße 1 (Ingolstadt)

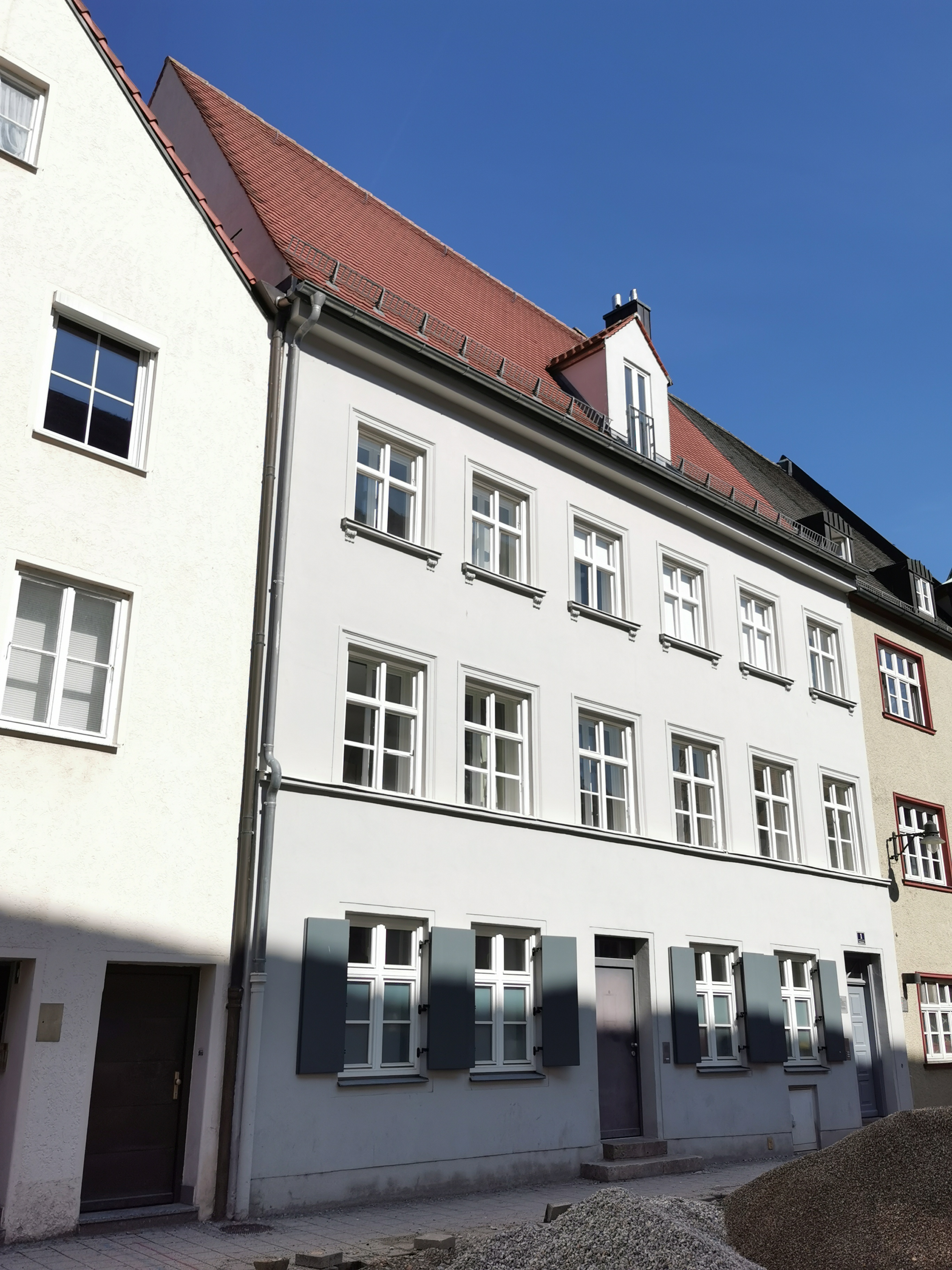
Johannesstraße 1

Das Wohnhaus an der Johannesstraße 1 befindet sich im Zentrum der Ingolstädter Altstadt gegenüber der St.-Johann-Kirche des Gnadenthalklosters Ingolstadt. Das vermutlich auf Spätrenaissance zurückgehende Bürgerhaus ist unter der Aktennummer D-1-61-000-204 in der Denkmalliste Bayern eingetragen.

## Geschichte
Der dreigeschossige Traufseitbau mit Krangaube stammt laut dendrochronologischer Datierung aus den Jahren 1551 bis 1553. Stark verändert wurde der Renaissancebau im 19. Jahrhundert. Das über 9 Jahre leer stehende Bürgerhaus wurde in den Jahren von 2009 bis 2012 durch den örtlichen Architekten und Denkmalpfleger Andreas Mühlbauer in Zusammenarbeit mit dem Ingenieur Johann Grad saniert und erweitert. Dabei wurde die reichhaltige Innenausstattung wie alte Türblätter, Bodenbeläge und Dachgebälk restauriert und erhalten.

## Denkmal
Das Bürgerhaus steht unter Denkmalschutz und ist im Denkmalatlas des Bayerischen Landesamtes für Denkmalpflege und in der Liste der Baudenkmäler in Ingolstadt eingetragen.